# Мозер Ленц
Ленц Мо́зер (нім. Lenz Moser; нар. 22 червня 1905, Рорендорф-бай-Кремс — пом. 1 січня 1978, Кремс-ан-дер-Донау) — австрійський виноградар, практик і новатор, доктор сільськогосподарських наук з 1970 року.

## Біографія
Народився 22 червня 1905 року в Рорендорфі (Нижня Австрія). 1923 року закінчив школу виноградарства і плодівництва в Клостернойбурзі, потім Віденську вищу сільськогосподарську школу.
Помер в Кремс-ан-дер-Донау 1 січня 1978 року.

## Наукова діяльність

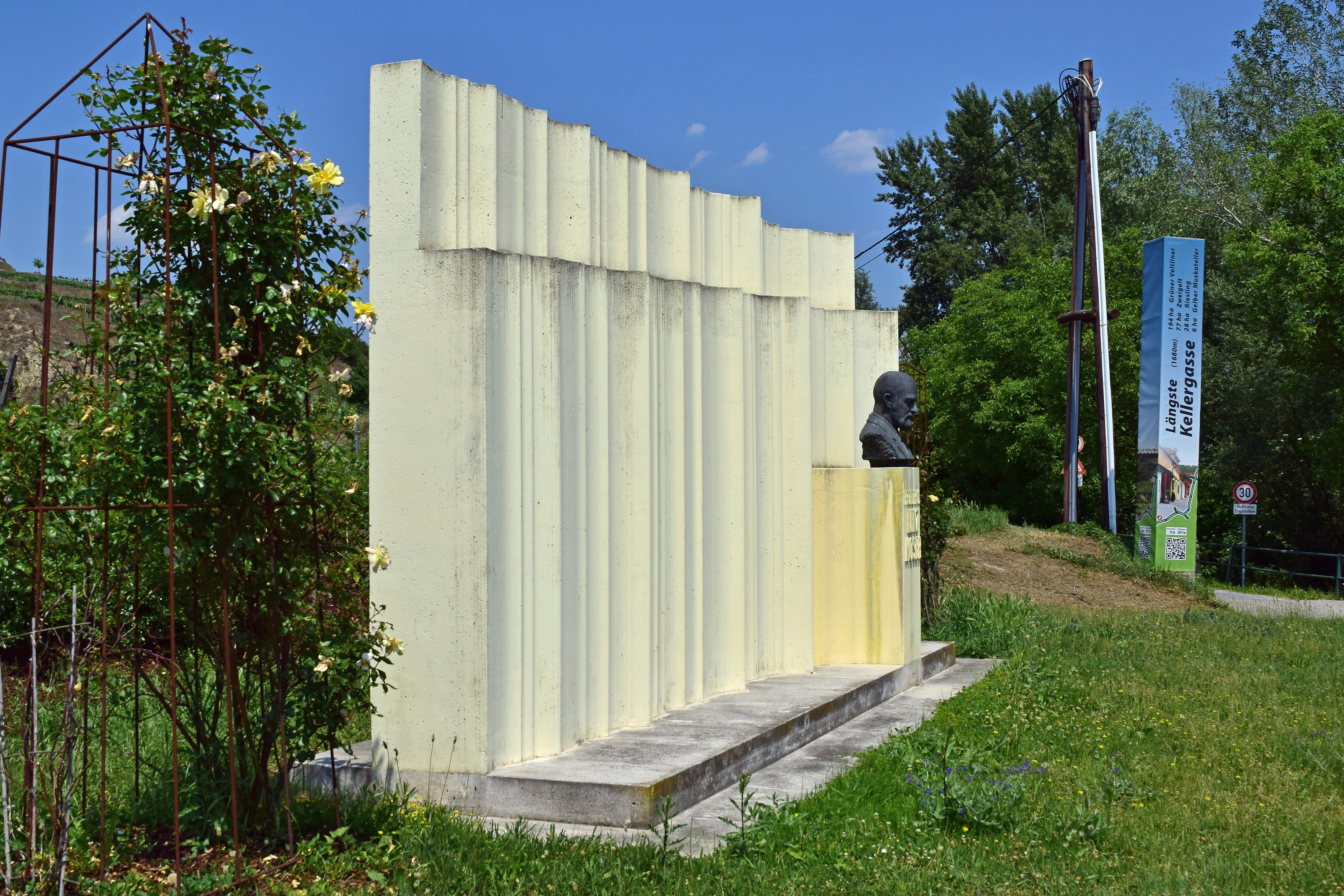
Меморіал Л. Мозеру в Рорендорфі

На виноградних насадженнях в Рорендорфі і Апетлоні загальною площею 110 га проводив вивчення сортів і прийомів культури, вів наукові дослідження, випробував сорти, завезені з Угорщини, Франції, Італії, ФРН, і СРСР. Біологічно обґрунтував і розробив систему обробітку високоштамбових неукривних виноградників, названу «системою Мозера», яка одержала широке поширення. Праці:
- Виноградарство по-новому. — 2-е видання. Переклад з німецької. Москва, 1971.